# 190026 Iskorosten
190026 Iskorosten è un asteroide della fascia principale. Scoperto nel 2004, presenta un'orbita caratterizzata da un semiasse maggiore pari a 2,6403641 UA e da un'eccentricità di 0,2685812, inclinata di 12,36975° rispetto all'eclittica.